# Kaplica Ofiarowania Przenajświętszej Bogurodzicy w Trześciance
Kaplica pod wezwaniem Ofiarowania Przenajświętszej Bogurodzicy – prawosławna kaplica cmentarna w Trześciance. Należy do parafii św. Michała Archanioła w Trześciance, w dekanacie Narew diecezji warszawsko-bielskiej Polskiego Autokefalicznego Kościoła Prawosławnego.

## Historia
Kaplicę zbudowano w I połowie XIX w. w Białowieży, gdzie pełniła funkcję świątyni parafialnej. W 1894 r. w związku z podjęciem decyzji o budowie nowej, okazałej cerkwi murowanej, tę wówczas niemal już stuletnią cerkiewkę postanowiono przenieść do Trześcianki. Jej konsekracji w Trześciance dokonano 9 września 1894 r.

## Architektura

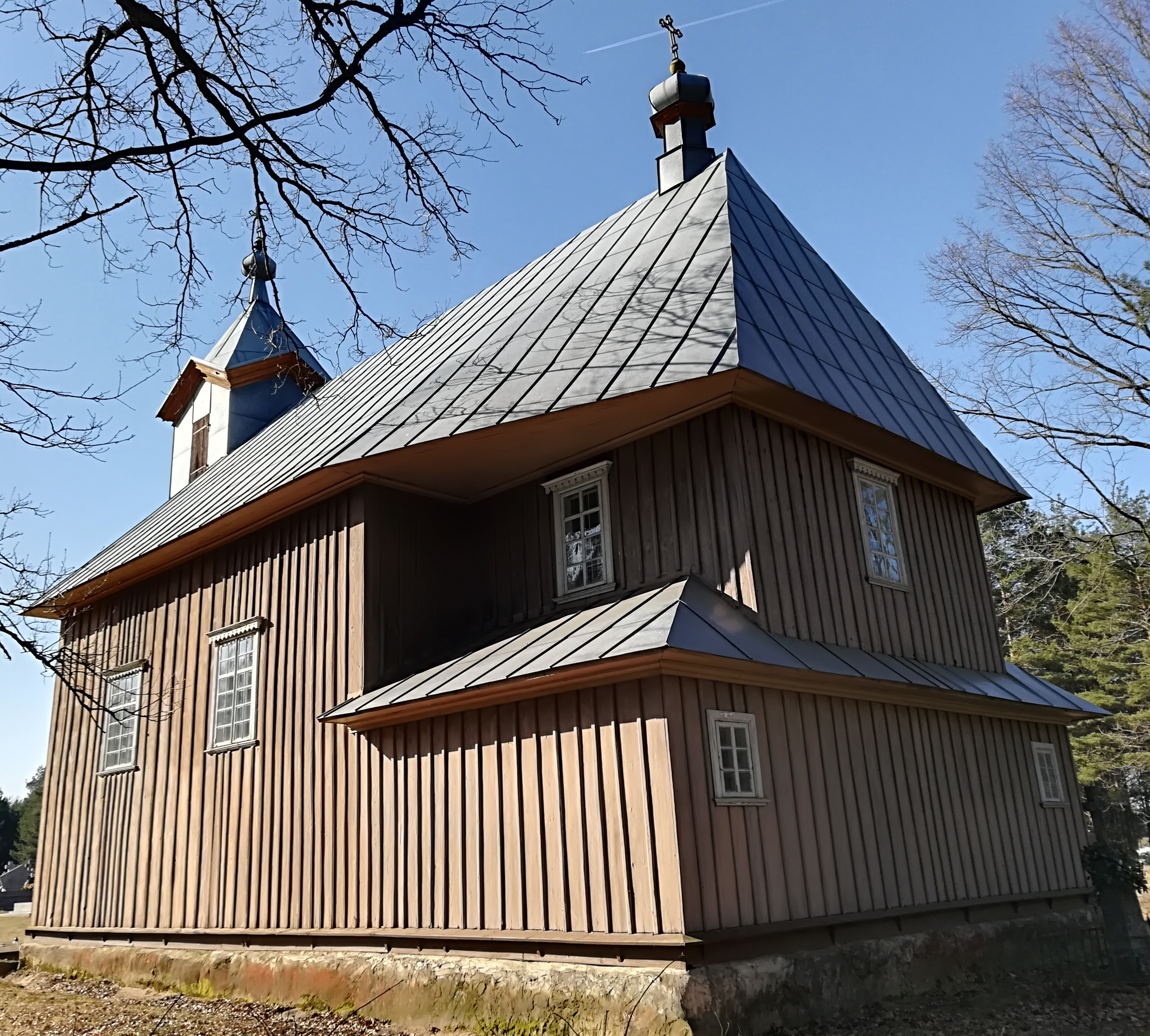
Kaplica od strony prezbiterium

Budowla drewniana, o konstrukcji zrębowej, jednonawowa, z kruchtą. Prezbiterium zamknięte prostokątnie, z dwiema bocznymi przybudówkami. Nad kruchtą wieża zwieńczona ostrosłupowym hełmem. Dachy kaplicy blaszane. Nad prezbiterium wieżyczka z baniastym hełmem.
Kaplica reprezentuje coraz rzadziej spotykany na Podlasiu typ świątyń unickich z wydzielonym w bryle prezbiterium, ale nakrytych wspólnym, jednokalenicowym dachem. Do czasów obecnych zachowało się jedynie kilka takich świątyń.

## Inne
Kaplica została wpisana do rejestru zabytków 12 listopada 1977 r. pod nr 412.